# Kościół Matki Bożej Częstochowskiej w Kosobudzu
Kościół pw. Matki Bożej Częstochowskiej w Kosobudzu (pot. Matki Boskiej Częstochowskiej) – kościół w Kosobudzu w gm. Łagów w woj. lubuskim. Najcenniejszy zabytek wsi. Architektura neogotycka.